# NBA All-Star Weekend Three-Point Shootout
Das Three-Point Shootout findet jährlich im Rahmen des NBA All-Star Weekends statt. Der seit 1986 ausgetragene Basketball-Wettbewerb der besten Drei-Punkte-Schützen der Saison umfasst acht Spieler. Jeder Spieler hat fünfmal fünf Bälle zur Verfügung, die an fünf verschiedenen Positionen um die Drei-Punkte-Linie herum verteilt sind. Der jeweils letzte Ball einer 5er Serie ist der so genannte Moneyball, der, wenn verwandelt, zwei Punkte wert ist. Alle anderen verwandelten Bälle zählen einen Punkt. Der Zeitansatz um die 25 Bälle jeweils nur einmal zu werfen, beträgt 60 Sekunden. Sieger ist, wer nach zwei Ausscheidungsrunden im Finale die meisten Punkte erwirft.
Bekannt wurde der Wettkampf um den besten 3er-Schützen durch den Hall of Famer Larry Bird, der die ersten drei Jahre allesamt gewann. Rekordhalter ist Jason Kapono, der 2008 im letzten Durchgang 20 von 25 Würfen traf. Er stellte zudem mit 25 Punkten einen neuen Rekord für die Finalrunde auf. Er neutralisierte damit den 1990 aufgestellten Rekord von Craig Hodges. Hodges wiederum gelang es 1991, 19 Treffer hintereinander zu landen. Er war außerdem mit acht Teilnahmen am häufigsten beim Three-Point Shootout vertreten.

## Alle Teilnehmer
Die in Klammern gesetzte Zahl hinter dem Namen eines Spielers benennt die Anzahl an Teilnahmen am Wettbewerb.
| Saison  | Sieger                 | weitere Teilnehmer |
| ------- | ---------------------- | --- |
| 1985–86 | Larry Bird             | Dale Ellis, Sleepy Floyd, Craig Hodges, Norm Nixon, Kyle Macy, Trent Tucker, Leon Wood                                                                  |
| 1986–87 | Larry Bird (2)         | Danny Ainge, Michael Cooper, Dale Ellis (2), Craig Hodges (2), Detlef Schrempf, Byron Scott, Kiki Vandeweghe                                            |
| 1987–88 | Larry Bird (3)         | Danny Ainge (2), Dale Ellis (3), Craig Hodges (3), Mark Price, Detlef Schrempf (2), Byron Scott (2), Trent Tucker (2)                                   |
| 1988–89 | Dale Ellis (4)         | Michael Adams, Danny Ainge (3), Derek Harper, Gerald Henderson, Craig Hodges (4), Rimas Kurtinaitis, Reggie Miller, Jon Sundvold                        |
| 1989–90 | Craig Hodges (5)       | Larry Bird (4), Craig Ehlo, Bobby Hansen, Michael Jordan, Reggie Miller (2), Mark Price (2), Jon Sundvold (2)                                           |
| 1990–91 | Craig Hodges (6)       | Danny Ainge (4), Clyde Drexler, Tim Hardaway, Hersey Hawkins, Terry Porter, Glen Rice, Dennis Scott                                                     |
| 1991–92 | Craig Hodges (7)       | Dell Curry, Craig Ehlo (2), Jeff Hornacek, Jim Les, Dražen Petrović, Mitch Richmond, John Stockton                                                      |
| 1992–93 | Mark Price (3)         | B. J. Armstrong, Dana Barros, Craig Hodges (8), Dan Majerle, Reggie Miller (3), Terry Porter (2), Kenny Smith                                           |
| 1993–94 | Mark Price (4)         | B. J. Armstrong (2), Dana Barros (2), Dell Curry, Dale Ellis (5), Steve Kerr, Eric Murdock, Mitch Richmond (2)                                          |
| 1994–95 | Glen Rice (2)          | Nick Anderson, Dana Barros (3), Scott Burrell, Steve Kerr (2), Dan Majerle (2), Reggie Miller (4), Chuck Person                                         |
| 1995–96 | Tim Legler             | Dana Barros (4), Hubert Davis, Steve Kerr (3), George McCloud, Glen Rice (3), Dennis Scott (2), Clifford Robinson                                       |
| 1996–97 | Steve Kerr (4)         | Dale Ellis (6), Tim Legler (2), Terry Mills, Sam Perkins, Glen Rice (4), John Stockton (2), Walt Williams                                               |
| 1997–98 | Jeff Hornacek          | Hubert Davis (2), Dale Ellis (7), Sam Mack, Reggie Miller (5), Tracy Murray, Glen Rice (5), Charlie Ward                                                |
| 1998–99 | —                      | — |
| 1999–00 | Jeff Hornacek (2)      | Ray Allen, Mike Bibby, Hubert Davis (3), Allen Iverson, Dirk Nowitzki, Terry Porter (3), Bob Sura                                                       |
| 2000–01 | Ray Allen (2)          | Pat Garrity, Allan Houston, Rashard Lewis, Dirk Nowitzki (2), Steve Nash, Bryon Russell, Peja Stojaković                                                |
| 2001–02 | Peja Stojaković (2)    | Ray Allen (3), Wesley Person, Mike Miller, Steve Nash (2), Paul Pierce, Quentin Richardson, Steve Smith                                                 |
| 2002–03 | Peja Stojaković (3)    | Brent Barry, Pat Garrity (2), Wesley Person (2), Antoine Walker, David Wesley                                                                           |
| 2003–04 | Voshon Lenard          | Chauncey Billups, Kyle Korver, Rashard Lewis (2), Cuttino Mobley, Peja Stojaković (4)                                                                   |
| 2004–05 | Quentin Richardson (2) | Ray Allen (4), Joe Johnson, Voshon Lenard (2), Kyle Korver (2), Vladimir Radmanović                                                                     |
| 2005–06 | Dirk Nowitzki (3)      | Gilbert Arenas, Ray Allen (5), Chauncey Billups (2), Quentin Richardson (3), Jason Terry                                                                |
| 2006–07 | Jason Kapono           | Gilbert Arenas (2), Damon Jones, Mike Miller (2), Dirk Nowitzki (4), Jason Terry (2)                                                                    |
| 2007–08 | Jason Kapono (2)       | Daniel Gibson, Richard Hamilton, Steve Nash (3), Dirk Nowitzki (5), Peja Stojaković (5)                                                                 |
| 2008–09 | Daequan Cook           | Mike Bibby (2), Danny Granger, Jason Kapono (3), Rashard Lewis (3), Roger Mason                                                                         |
| 2009–10 | Paul Pierce (2)        | Chauncey Billups (3), Daequan Cook (2), Stephen Curry, Channing Frye, Danilo Gallinari                                                                  |
| 2010–11 | James Jones            | Ray Allen (6), Kevin Durant, Daniel Gibson (2), Paul Pierce (3), Dorell Wright                                                                          |
| 2011–12 | Kevin Love             | Ryan Anderson, Mario Chalmers, James Jones (2), Anthony Morrow, Kevin Durant (2)                                                                        |
| 2012–13 | Kyrie Irving           | Ryan Anderson (2), Matt Bonner, Stephen Curry (2), Paul George, Steve Novak                                                                             |
| 2013–14 | Marco Belinelli        | Arron Afflalo, Bradley Beal, Stephen Curry (3), Joe Johnson (2), Damian Lillard, Kevin Love (2)                                                         |
| 2014–15 | Stephen Curry (4)      | Marco Belinelli (2), James Harden, Kyrie Irving (2), Kyle Korver, Wesley Matthews, J.J. Redick, Klay Thompson                                           |
| 2015–16 | Klay Thompson (2)      | Devin Booker, Stephen Curry (5), James Harden (2), Kyle Lowry, Khris Middleton, J.J. Redick (2), C.J. McCollum                                          |
| 2016–17 | Eric Gordon            | Kyrie Irving (4), Kyle Lowry (2), Wesley Matthews (2), C.J. McCollum (2), Klay Thompson (3) Kemba Walker, Nick Young                                    |
| 2017–18 | Devin Booker (2)       | Bradley Beal (2), Wayne Ellington, Paul George (2), Tobias Harris, Kyle Lowry (3), Klay Thompson (4), Eric Gordon (2)                                   |
| 2018–19 | Joe Harris             | Devin Booker (3), Seth Curry, Stephen Curry (6), Danny Green, Buddy Hield, Damian Lillard (2), Khris Middleton (2), Dirk Nowitzki (6), Kemba Walker (2) |
| 2019–20 | Buddy Hield (2)        | Devin Booker (4), Trae Young, Duncan Robinson, Zach LaVine, Devonte Graham, Davis Bertans                                                               |
| 2020–21 | Stephen Curry (7)      | Jaylen Brown, Mike Conley, Zach LaVine (2), Donovan Mitchell, Jayson Tatum                                                                              |
| 2021–22 | Karl-Anthony Towns     | Desmond Bane, Luke Kennard, Zach LaVine (3), C.J. McCollum, Patty Mills, Fred VanVleet, Trae Young (2)                                                  |
| 2022–23 | Damian Lillard (3)     | Tyrese Haliburton, Tyler Herro, Buddy Hield, Kevin Huerter, Lauri Markkanen, Julius Randle, Jayson Tatum (2)                                            |
| 2023–24 | Damian Lillard (4)     | Jalen Brunson, Lauri Markkanen (2), Tyrese Haliburton (2), Malik Beasley, Donovan Mitchell (2), Karl-Anthony Towns (2), Tyrese Maxey                    |